# Кармел Хамлит (Њујорк)
Кармел Хамлит (енгл. Carmel Hamlet) насељено је место без административног статуса у америчкој савезној држави Њујорк.

## Демографија
По попису из 2010. године број становника је 6.817, што је 1.167 (20,7%) становника више него 2000. године.
| Група             | 2000.         | 2010.         |
| Белци             | 5.017 (88,8%) | 5.552 (81,4%) |
| Афроамериканци    | 88 (1,6%)     | 207 (3,0%)    |
| Азијати           | 45 (0,8%)     | 127 (1,9%)    |
| Хиспаноамериканци | 446 (7,9%)    | 896 (13,1%)   |
| Укупно            | 5.650         | 6.817         |